# Fair Trade (televisieserie)
Fair Trade is een Vlaamse televisieserie van Marc Punt. Vanaf 14 september 2020 is de reeks in België te zien bij Streamz en sinds 15 februari 2021 op VTM. Seizoen 2 verscheen 15 december 2022 in Nederland bij Prime Video en sinds februari 2023 op Streamz België.

## Inhoud
Walter en Robin vormen een politieduo dat na heel wat jaren trouwe dienst aan de verkeerde kant van de wet verzeild raakt. Ze worden tipgever van de criminelen in Antwerpen. Zo komen ze in contact met Patrick Paternoster, een handelaar in oldtimers en cocaïne.

## Rolverdeling

### Hoofdrollen
| Acteur              | Personage                         | Seizoen 1 | Seizoen 2 |
| ------------------- | --------------------------------- | --------- | --------- |
| Ella-June Henrard   | Hoofdinspecteur Robin De Rover    | X         | X         |
| Peter Van den Begin | Patrick Paternoster               | X         | X         |
| Kevin Janssens      | Commissaris Walter "Wally" Wilson | X         |           |
| Peter Thyssen       | Commissaris Dimitri Kremer        |           | X         |
| Sven De Ridder      | Commissaris Dirk Somers           | X         | X         |
| Axel Daeseleire     | Commissaris Frank Slaets          | X         | X         |
| Peter Van De Velde  | Hoofdcommissaris Raf Broeckx      | X         | X         |
| Katrien Vandendries | Hoofdcommissaris Gina Gomez       |           | X         |
| Manou Kersting      | Raoul Raes                        | X         | X         |
| Kseniya Mishina     | Ivanka "Vanka" Reva               | X         | X         |
| Jeroen Perceval     | Bob "Martino" Martens             | X         | X         |
| Tine Reymer         | Nadia Camus                       | X         |           |
| Ella Leyers         | Lana Lindemans                    |           | X         |
| Bill Barberis       | Inspecteur Peter Vinck            | X         |           |
| Lynn Van Royen      | Inspecteur Karen Bosch            |           | X         |
| Vicky Florus        | Inspecteur Margot Moons           | X         | X         |
| Brik Van Dyck       | Inspecteur Gino Maes              | X         | X         |
| Daphne Wellens      | Julie                             | X         | X         |

### Bijrollen

#### Seizoen 1
- Anna Adamovich - Mila Kozlova
- Rafik Bobo - Baba Sidal
- Charlotte Anne Bongaerts - Katja
- Saïd Boumazoughe - Safi Sidal
- Robbie Cleiren - Ronny
- Joke De Bruyn - Els
- Gert Winckelmans - Anthony
- Jenne Decleir - Jakke
- Leen Dendievel - spoedarts
- Anne Mie Gils - rechter
- Nicolas Kersting - Rudy Raes
- Kamal Kharmach - Tarik
- Tania Kloek - Kirsten Jones
- Dorien Leyers - Tine
- Anouck Luyten - Olga Martens
- Roman Matsyuta - Vladimir Kozlov
- Marleen Merckx - moeder van Nico
- Rudy Morren - procureur Verdyck
- Lana Mussche - Lissa
- Ivo Pauwels - Leon Wilson
- Stefan Perceval - Pierre Puttemans
- Tania Poppe - onderzoeksrechter Celis
- Joren Seldeslachts - Carlo
- Mark Stroobants - dokter
- Nico Sturm - Thomas
- Charlotte Timmers - Nikki Neven
- Marina Tsaran - Masha
- Tim Tubbax - Darco Bukal
- Tom Van Bauwel - onderzoeksrechter Jacques Weyts
- Tania Van der Sanden - moeder Martens
- Isabelle Van Hecke - Moncarey
- Kobe Van Herwegen - wetsdokter
- Luc Verhoeven - Jos
- Jonas Vermeulen - Nico
- Roman Yasinovskiy - Igor Kozlov

#### Seizoen 2
- Maarten Bosmans - Guido Jacobs
- Joke De Bruyn - Els
- Gert Winckelmans - Anthony
- Kamal Kharmach - Tarik
- Jenne Decleir - Jakke
- Anouck Luyten - Olga Martens
- Peter Paul Muller - Klaas Kluitman
- Jasmine Jaspers - mevrouw Kluitman
- Margot Hallemans - Norah
- Tom Van Bauwel - onderzoeksrechter Jacques Weyts
- Tania Kloek - Kirsten Jones
- Darya Palagnyuk - Louba Kozlova
- Tom De Hoog - Wesley Camps
- Dorien Leyers - Tine
- Flor Decleir - Raza
- Anke Helsen - Denise
- Cindy Dandois - Flavia
- Linda De Ridder - campingbewoner
- Marc Lauwrys - Danny
- Nabil Mallat - Sami
- Lana Mussche - Lissa
- Anastasiya Nesterenko - Elena
- Kateryna Olos - Zoya
- Tomasz Oświeciński - Taras
- Ivo Pauwels - Leon Wilson
- Tania Poppe - onderzoeksrechter Celis
- Hristo Shopov - Ivan Kozlov
- Nico Sturm - Thomas
- Marina Tsaran - Masha
- Elke Van Mello - mevrouw Jacobs
- Polina Vasylyna - Ramona
- Marilou Mermans - mevrouw Mols
- Chiel van Berkel - wandelaar

## Afleveringen

### Seizoen 1 (2021)
Alle 8 afleveringen zijn sinds 14 september 2020 te zien op Streamz, hieronder de datum van uitzending op VTM. Marc Punt is schrijver en regisseur van de reeks.
| Nr. | Titel        | Datum uitzending uitzending VTM | Kijkcijfers (live) |
| --- | ------------ | ------------------------------- | ------------------ |
| 1 | Aflevering 1 | 15 februari 2021                | 285.476            |
| Tijdens een illegale huiszoeking nemen commissaris Walter Wilson en hoofdinspecteur Robin De Rover een lading cocaïne in beslag dankzij een tip van callgirl Nikki Neven. De cocaïne was eigenlijk eigendom van gangsterbaas Patrick Paternoster.                                                                                    |              |                                 |                    |
| 2 | Aflevering 2 | 22 februari 2021                | 335.449            |
| Robin helpt Nikki onder te duiken. Er komt slecht nieuws binnen op het politiebureau: de gewelddadige drugsdealer Bob Martens, bijgenaamd "de Martino", is weer opgedoken. Martens heeft met zowel Robin als Nikki nog een rekening te vereffenen. De politie zet een val op om Martens in te kunnen rekenen.                        |              |                                 |                    |
| 3 | Aflevering 3 | 1 maart 2021                    | 275.099            |
| De frustratie bij de sectie Drugs is groot nu Bob Martens na een reeks procedurefouten opnieuw wordt vrijgelaten. Wally heeft zijn drank-, drugs- en seksverslaving niet langer onder controle. Julie, de vriendin van Robin, is het slachtoffer van een homejacking waarbij haar dochtertje Lissa wordt ontvoerd.                   |              |                                 |                    |
| 4 | Aflevering 4 | 8 maart 2021                    | 237.179            |
| Robin is ervan overtuigd dat Bob Martens achter de ontvoering van Lissa zit. Ze krijgt onverwacht een tip van Frank Slaets. Nadia Camus vertelt Bob Martens dat ze niet langer zijn advocate wil zijn, waarop hij haar in elkaar slaat en ze in het ziekenhuis belandt.                                                              |              |                                 |                    |
| 5 | Aflevering 5 | 15 maart 2021                   | 267.375            |
| Patrick Paternoster wil een Russische bende helpen met een grote lading drugs. Normaal gezien werken de Russen enkel samen met Bob Martens. Dan duikt plots Martens op: hij wil samenwerken met Paternoster. Paternoster beseft dat hij geen keuze heeft.                                                                            |              |                                 |                    |
| 6 | Aflevering 6 | 22 maart 2021                   | 287.668            |
| Wally heeft dringend geld nodig. Hij komt niet meer toe met zijn loon bij de politie om zijn verslavingen te kunnen betalen. Hij wil bemiddelen tussen de Russen en Paternoster in ruil voor een commissie. Frank Slaets ziet zo zijn kans schoon om Wally te betrappen op corruptie.                                                |              |                                 |                    |
| 7 | Aflevering 7 | 29 maart 2021                   | 280.373            |
| Wally heeft zijn verslavingen niet meer onder controle en Robin heeft hoe langer hoe minder vat op hem. Paternoster is 4 miljoen euro kwijt door de schuld van Wally. Hij zint op wraak, net zoals de Russen. De situatie rond Wally wordt onhoudbaar, dus ziet hoofdcommissaris Broeckx geen andere optie meer dan hem te schorsen. |              |                                 |                    |
| 8 | Aflevering 8 | 5 april 2021                    | 266.690            |
| Wally blijft geschorst. Paternoster wil zijn geld terug. Wally chanteert de Russen door de dochter van Vladimir Kozlov te ontvoeren en zet een valstrik op. Hij smeekt Robin om hem nog een laatste keer te helpen. |              |                                 |                    |

## Trivia
- Manou Kersting en Nicolas Kersting zijn ook in het echte leven broers.
- Peter Van den Begin en Tine Reymer zijn in het echte leven man en vrouw.